# Андронік Палеолог
Андронік Комнін Палеолог (бл. 1190 — 1248/1252) — державний та військовий діяч Нікейської імперії.

## Життєпис
Походив з аристократичного роду Палеологів. Син Олексія Палеолога, мегадукса (командувача флотом), та Ірини Кантакузини Комніни (доньки Іоаанна Кантакузина). Народився близько 1190 року. Про молоді роки нічого невідомо. 1204 року після захоплення Константинополя учасниками Четвертого хрестового походу разом з батьками перебрався до Малої Азії. Розпочав службу при імператорові Феодорі I Ласкарісі.
Між 1220 та 1222 роками отримав посаду великого доместіка Заходу (існують дискусії щодо імператора, який призначив Палеолога на цю посаду — Феодор I або Іоанн III, більшість дослідників схиляються до останнього варіанту). У 1224 році за наказом імператор облаштовував нещодавно приєднані землі в долині річки скамандр (їх захоплено у Латинської імперії). тут утворив фему та провів перепис населення.
У 1233 році здійснив військовий похід проти цезаря Льва Габала, володаря Родосу та навколишніх островів, що з 1205 року оголосив про самостійність. Габал зазнав поразки та визнав зверність нікейського імператора. 1241 року брав участь у військовій кампанії під ордою імператора Іоанна III до Фессалії й Македонії. Відзначився при облозі міста Фессалоніки, володар якої Іоанн Комнін дука склав з себе імператорський титул та визнав зверхність Нікейської імперії.
У 1241 році очолив військо в Малої Азії, чекаючи можливого вторгнення монголів на чолі із ханом Хулагу, проте цього не сталося (монголи перемогли Румський султанат й вступили у конфлікт з Малюцьким султанатом). Скориставшись суттєвим послабленням Болгарії після вторгнення монгольських військ на чолі із Субудаєм, нікейські війська під орудою Андроніка Комніна у 1244—1245 роках зайняли значну частину колишніх фем Фракія та Македонія. 1246 року Андронік Комнін Палеолог знову був учасником походу проти Фессалонік, які було приєднано до імперії.
У 1246 році призначено претором (на кшталт генерал-губернатора) усіх завойованих балканських земель. Ставкою Палеолог зробив місто Фессалоніки. Близько 1248 року став ченцем під ім'ям Арсеній, ймовірно відчуваючи наближення смерті через важку хворобу. Помер до 1252 року.

## Родина
1. Дружина — Феодора, донька деспота Олексія Палеолога
Діти:
- Марія (1214/1215—д/н), дружина Никифора Тарханіота, великого доместика
- Ірина (1218—д/н)
- Михайло (1224/1225— 1282), візантійський імператор
- Іоанн (1225/30 — 1274), себастократор, деспот

2. Дружина — ім'я невідоме
Діти:
- Костянтин (1230 — до 1275), себастократор
- донька